# مارکوس هلنر
مارکوس هلنر (انگلیسی: Marcus Hellner؛ زادهٔ ۲۵ نوامبر ۱۹۸۵) اسکی‌باز صحرانوردی اهل سوئد است.